# Hipposideros muscinus
Hipposideros muscinus är en fladdermusart som först beskrevs av Thomas och Giacomo Doria 1886.  Hipposideros muscinus ingår i släktet Hipposideros och familjen rundbladnäsor. IUCN kategoriserar arten globalt som otillräckligt studerad. Inga underarter finns listade i Catalogue of Life.
Arten förekommer på östra och södra Nya Guinea. Den lever i låglandet och i bergstrakter upp till 1500 meter över havet. Individerna vistas främst i tropiska skogar. Kolonier vilar i grottor och mindre flockar även i trädens håligheter.